# Hall PH
El Hall PH fue un hidrocanoa estadounidense de los años 30 del siglo xx. Era un biplano bimotor, desarrollado desde el Naval Aircraft Factory PN y, por lo tanto, del que se pueden buscar sus orígenes hasta los hidrocanoas Felixstowe de la Primera Guerra Mundial. El PH fue comprado en pequeñas cantidades por la Armada y la Guardia Costera de Estados Unidos. Permaneció en servicio con la Guardia Costera hasta 1944, siendo usado en tareas antisubmarinas y de búsqueda y rescate.

## Diseño y desarrollo
En diciembre de 1927, la Armada de los Estados Unidos firmó un contrato con la Hall Aluminum Aircraft Corporation de Bristol (Pensilvania), por una versión desarrollada del Naval Aircraft Factory PN-11, que del mismo puede trazarse su desarrollo hasta el hidrocanoa Felixstowe F.5 de la Primera Guerra Mundial. El prototipo resultante, el XPH-1, voló por primera vez en diciembre de 1929.
El XPH-1 poseía idénticas alas y un casco metálico similar a los del PN-11, pero estaba equipado con un único empenaje y timón. Estaba propulsado por dos motores radiales Wright Cyclone y acomodaba a sus dos pilotos lado a lado en una cabina abierta, con cabinas para los artilleros en el morro y detrás de las alas.
En 1930, la Armada encargó nueve aviones, designados PH-1, que fueron equipados con motores más potentes y cabinas parcialmente cerradas para los pilotos. La Guardia Costera encargó más adelante siete aviones PH-2, similares a los PH-1, pero con el armamento retirado, y siete PH-3 con el armamento reinstalado y cabina totalmente cerrada para los pilotos.

## Historia operacional
Las entregas del PH-1 comenzaron en octubre de 1931, equipando al VP-8 desde 1932, y operando desde el portahidros Wright y desde las bases de Pearl Harbor, el Atolón de Midway y la Zona del Canal de Panamá. Fue reemplazado por el Consolidated PBY-1 Catalina en 1937.
La producción del PH se retomó en junio de 1936 para cubrir un encargo de siete PH-2 para la Guardia Costera. Entraron en servicio desde 1938, siendo el mayor avión operado por este servicio en aquella época. En 1939, la Guardia Costera encargó siete aviones PH-3 adicionales, que entraron en servicio en 1941.
Los hidrocanoas Hall fueron usados por la Guardia Costera en tareas de búsqueda y rescate y fueron equipados con equipo especializado para realizar estas tareas. Tras el ataque japonés a Pearl Harbor y la entrada de Estados Unidos en la Segunda Guerra Mundial, los restantes PH fueron pintados en el verde gris de la Armada estadounidense para reemplazar el acabado anterior en metal desnudo, fueron armados y usados en patrullas antisubmarinas (particularmente durante los ataques de los U-boot en la Operación Toque de Tambor en la Costa Este de los Estados Unidos en 1942), así como en las continuas operaciones de búsqueda y rescate. La Guardia Costera continuó operando los PH-2 y -3 hasta 1944.

## Variantes

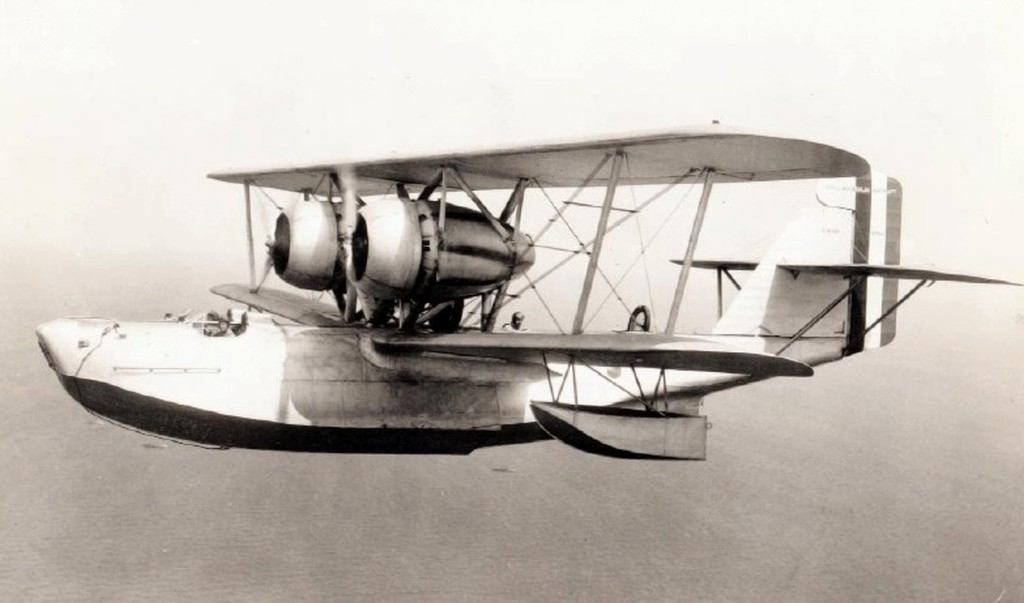
Prototipo del XPH-1 en vuelo. Nótese la cabina abierta.

XPH-1
Prototipo. Dos motores Wright R-1750 de 401 kW (537 hp). Uno construido.
PH-1
Versión de producción para la Armada estadounidense. Cabina de los pilotos parcialmente cerrada. Dos motores Wright R-1820-86 de 463 kW (620 hp) con capotas de cuerda estrecha tipo Townend. Nueve construidos.
PH-2
Versión para la Guardia Costera estadounidense. Dos motores Wright R-1820F-51 de 560 kW (750 hp). Armamento omitido. Siete construidos.
PH-3
Versión mejorada para la Guardia Costera. Capotas NACA de cuerda ancha. Cubierta cerrada revisada para los pilotos. Siete construidos.

## Operadores
Estados Unidos
- Guardia Costera de Estados Unidos
- Armada de los Estados Unidos

## Especificaciones (PH-3)
Referencia datos: United States Navy Aircraft since 1911

### Características generales
- Tripulación: Seis
- Longitud: 15,5 m (51 ft)
- Envergadura: 22,2 m (72,8 ft)
- Altura: 6,1 m (19,8 ft)
- Superficie alar: 158,9 m² (1710,4 ft²)
- Peso vacío: 4370 kg (9631,5 lb)
- Peso cargado: 7342 kg (16 181,8 lb)
- Planta motriz: 2× motor radial de 9 cilindros refrigerado por aire Wright R-1820F-51 Cyclone.
  - Potencia: 560 kW (772 HP; 762 CV) cada uno.

### Rendimiento
- Velocidad máxima operativa (Vno): 256 km/h (159 MPH; 138 kt)
- Velocidad crucero (Vc): 219 km/h (136 MPH; 118 kt)
- Alcance: 3119 km (1684 nmi; 1938 mi)
- Techo de vuelo: 9700 m (31 824 ft)
- Carga alar: 46,2 kg/m² (9,5 lb/ft²)
- Potencia/peso: 0,15 kW/kg (0,093 hp/lb)

### Armamento
- Ametralladoras: 

  - 4x Lewis de 7,7 mm en montajes flexibles
- Bombas: Hasta 454 kg

## Aeronaves relacionadas

### Desarrollos relacionados
- Naval Aircraft Factory PN
- Hall XP2H
- Felixstowe F5L

### Aeronaves similares
- Consolidated P2Y
- Hiro H1H
- Hiro H2H
- Saro London
- Supermarine Scapa
- Supermarine Stranraer

### Secuencias de designación
- Secuencia P_H (Aviones de Patrulla de la Armada estadounidense, 1922-1962 (Hall, 1928-1937)): PH - P2H